# West End (Vancouver)
Il West End è un quartiere di Vancouver, in Canada, situato nella parte occidentale della penisola che costituisce il centro della città. Confina con il grande parco cittadino di Stanley Park, le aree di Yaletown e Coal Harbour, e la zona finanziaria di downtown. Ufficialmente, il quartiere è delimitato da Burrard Street a est, da Denman Street a ovest, e da West Georgia Street a nord.
Il "West End" non va confuso col "West Side" (espressione che denota la parte occidentale dell'area urbana di Vancouver al di fuori di downtown) o West Vancouver, che è una municipalità a sé.

## Storia
Come il resto di Vancouver, l'area del West End era originariamente ricoperta da foreste; nel 1862, fu acquistata da tre inglesi, John Morton, Samuel Brighouse, e William Hailstone, noti come i "Tre Babbei" (The Three Greenhorns) a causa dei prezzi altissimi a cui acquistarono il terreno. I tre avevano in programma di costruire una fabbrica di mattoni sulla spiaggia di Coal Harbour, usando l'argilla locale; piano che fu però vanificato dalla scarsa qualità dell'argilla stessa, inadatta allo scopo, e dalle difficoltà di trasporto. Di conseguenza, i tre vendettero una grande porzione del terreno (noto come "Brickmaker's Claim"). 
Qualche anno dopo, la Canadian Pacific Railway arrivò nella zona, stabilendo una stazione a Coal Harbour, e il West End divenne il primo quartiere ricco di Vancouver, abitato dalle famiglie benestanti dei funzionari ferroviari. Si sviluppò in questo modo soprattutto la zona di Georgia Street, che divenne nota come "Blue Blood Alley", "via dal sangue blu". Il West End mantenne questo ruolo per diverso tempo, finché non venne rimpiazzato dal quartiere di Shaughnessy, trasformandosi gradualmente prima in quartiere della classe media e poi in zona di transito di immigrati provenienti da altre zone del Canada o da altre nazioni. Dopo la seconda guerra mondiale, nella zona di Robson Street si sviluppò una importante comunità di immigrati provenienti dalla Germania, che valse alla strada il nomignolo di Robsonstrasse.

## Popolazione
Oggi, il West End è abitato da una popolazione mista di canadesi, immigrati stabili, e residenti temporanei di provenienza estaera. Come tutta la zona di downtown, il quartiere è densamente popolato, con circa 45.000 abitanti. La fascia d'età 20-39 è la più rappresentata (48%), seguita da 40-64 (34%), sopra i 65 (13%), e sotto i 19 (6%). Il West End è anche il polo LGBT della città, in particolare nella zona di Davie Street fra Burrard e Bute (il "Davie Village").
Le statistiche mostrano anche che nel West End sono presenti più bambini dei quartieri più tradizionalmente abitati da famiglie, come West Point Grey e Kerrisdale.

## Luoghi di interesse
Una delle zone del West End di maggiore interesse per visitatori e turisti è Robson Street. Nota storicamente col nomignolo Robsonstrasse (a causa della vasta comunità tedesca insediatasi nella via dopo la seconda guerra mondiale) e tradizionalmente ricca di "schnitzel house" e altri luoghi di ristorazione tipo bistrot, oggi (soprattutto nella zona fra Burrard Street e Jervis Street) ospita negozi e ristoranti alla moda. Nel quartiere si trovano anche molti parchi e molte spiagge, inclusi Alexandra Park, Cardero Park, Nelson Park, Stanley Park, Sunset Beach e la spiaggia della baia degli Inglesi.